# Филип Тис
Филип Тис (хол. Philippe Thys; 8. октобар 1889 — 16. јануар 1971) је бивши белгијски професионални бициклиста, у периоду од 1912. до 1927. године и троструки победник Тур де Франса.

## Каријера
Филип Тис је почео аматерску каријеру 1908. године, а 1910. је освојио белгијски национално првенство у сајкло кросу. 1911. је освојио Тур де Франс за самосталне возаче.
Професионалну каријеру почео је 1912. године. Није остварио ниједну победу, али је освојио шесто место на Тур де Франсу.
Већ наредне године, Тис је освојио Тур, упркос томе што је сломио виљушку на бициклу. Морао је да нађе радњу и замени је, због чега је добио казну од десет минута, што га није спречило да освоји Тур са девет минута предности, уз једну етапну победу.
1914. освојио је трку Париз—Менин, пре Тур де Франса. Тис је победио на првој етапи и био је лидер Тура од прве до последње етапе, упркос казни од 30 минута због недозвољене замене точка. Његова победа је боча доведена у питање, јер је имао само два минута испред Анрија Пелисјеа. Пелисје је освојио последњу етапу, али је Тис завршио на његовом точку и освојио је други Тур заредом.
1917. освојио је Париз Турс и Ђиро ди Ломбардија трку, а 1918. Париз Турс по други пут. 1919. освојио је трку шест дана Брисела и друго место на Париз—Рубеу.
Након шест година, возио је опет Тур де Франс 1920. Победио је на другој етапи и био је лидер Тура до краја, победивши на још три етапе. Директор Тура, Дегранж, изјавио је да би Тис, да није било рата, прослављао свој пети или шести Тур, а не трећи. Његов рекорд од три победе на Туру, изједначио је тек 1955. Лујсон Бобе, а касније је тај рекорд поправио Жак Анкетил.
1921. године, освојио је треће место на трци Бордо—Париз, а на Тур де Франсу је доживио повреду током друге етапе, због чега је морао да се повуче. 1922. завршио је други на националном првенству, а затим је освојио трку Париз—Лион. На Тур де Франсу победио је на четири етапе, али је завршио тек на 14 месту у генералном пласману. 1923. године, напустио је Тур током девете етапе, а годину касније завршио га је на 11 месту, уз једну етапну победу.
1925. године, освојио је треће место на трци шест дана Брисела, након чега је возио свој последњи Тур де Франс. Није успио да оствари победу и напустио је Тур током девете етапе због повреде. 1927. возио је своју последњу трку, у Сент Трудену и освојио је.